# Commandos: Beyond the Call of Duty
Commandos: Beyond the Call of Duty (русское название — «Коммандос: Долг превыше всего») — стратегия с элементами Action от испанского разработчика Pyro Studios и издателя Eidos Interactive, дополнение популярной игры Commandos: Behind Enemy Lines. Издана в 1999 году.

## Обзор
Игра является второй по счёту из серии Commandos. В плане графики и игрового движка различий с предшественником — Commandos: Behind Enemy Lines — крайне мало. Но добавлено несколько новых функций, изменены характеристики некоторого оружия. Действие игры так же происходит во времена Второй мировой войны. Игроку предстоит пройти 8 миссий, командуя тем же отрядом, что и в предыдущей части. Все миссии происходят в странах Европы. Враги имеют подавляющее численное превосходство, а в случае гибели хотя бы одного из наших бойцов миссия будет провалена; кроме того, в большинстве миссий надо действовать бесшумно.
Все горячие клавиши переместились на левую часть клавиатуры. При этом сходные функции располагаются на одной и той же клавише: например, кулак «зелёного берета», дубинка шофёра и хлороформ шпиона, призванные лишить врага сознания, привязаны к кнопке «X».

## Персонажи

### Диверсионный отряд
Диверсионный отряд, которым предстоит командовать:
- Десантник. Как и в Behind Enemy Lines, «зелёный берет» использует пистолет, нож, радиоуправляемую звуковую приманку, может закапываться и лазать по стенам, носить бочки с горючим и трупы врагов. Появилась способность толкать баки-прицепы с горючим и небольшие железнодорожные вагоны. Может оглушить врага ударом и связать. В дополнении враги более «умно», по сравнению с Behind Enemy Lines, реагируют на приманку: могут обнаружить и сломать, после нескольких попыток вообще перестают ходить на звук.
- Снайпер. Не изменился со времён Behind Enemy Lines: использует пистолет, снайперскую винтовку с глушителем (в среднем 5 патронов) и аптечку (если нет шпиона и шофёра).
- Морпех. Использует пистолет, гарпунное ружьё, нож, а также умеет плавать под водой с помощью акваланга и перевозить остальных на надувной лодке, управлять другим водным транспортом. По сравнению с версией 1.05 Behind Enemy Lines (в которой подняли дальность гарпуна) — также никаких изменений.
- Сапёр. Также не изменился: использует пистолет, гранаты, дистанционные и часовые мины (число которых ограничено), может ставить капкан и пользоваться кусачками.
- Шофёр. Использует пистолет, автомат (в среднем 20 выстрелов) и аптечку. Может управлять разнообразными транспортными средствами — это может быть автомобиль, бронетранспортёр или танк; а также может стрелять из станковых пулемётов. В арсенал шофёра добавились дубинка, которой можно оглушить врага, подкравшись сзади, и винтовка с бесконечным запасом патронов.
- Шпион. Использует пистолет и шприц с ядом, может использовать аптечку (если нет шофёра) и переносить трупы. Получил способность усыплять врагов с помощью эфира и связывать их. В Beyond the Call of Duty вражеская форма не только сушится на верёвках, но и ходит по уровню — шпион может раздевать оглушённых и связанных солдат. Переодевшись, может отвлекать внимание врагов и использовать табельное оружие врага, с которого снял форму. Впрочем, ходить, переодевшись простым солдатом, довольно опасно. Предпочтительнее форма технического работника или офицера.

Кроме того, у всех членов отряда появилась способность бросать сигареты и камни (для отвлечения внимания врагов) и управлять пленными врагами. Эти враги будут ходить в поле зрения управляющих ими бойцов, и могут отвлекать тех врагов, которые не выше их по званию.

### Эпизодические персонажи
Эти персонажи не входят в отряд и появляются в отдельных миссиях.
- Сербский партизан в миссии 2. Умеет бросать сигареты и камни.
- Заключённые концлагеря, которыми командовать нельзя. Появляются в миссии 7.
- Резидентка в миссии 8. Может свободно ходить по городу и отвлекать внимание врагов, разоблачается только гестаповцами и теми, кто её разоблачил. Использует пистолет.

### Враги
Немецкие солдаты действуют самостоятельно, каждый имеет своё поле зрения, разделённое на две части. В дальней враг не видит лежащих диверсантов, в ближней видит всегда. Враги слышат различные звуки, на которые реагируют.
- Часовые. Вооружены винтовками. Могут стоять на месте или ходить.
- Отряды врагов. Патрулируют местность, от 2 до 7 человек. Как правило, впереди идёт сержант с пистолетом, за ним — солдаты-автоматчики. Отряды могут первоначально находиться в казармах и только в случае тревоги выходить оттуда. Сержанты могут разоблачить шпиона, если он переодет в форму рядового солдата.
- Вражеские собаки. Лают, увидев нашего диверсанта, и сильно кусаются.
- Пулемётчики. Это сержанты за станковыми пулемётами, которые очень опасны.
- Офицеры гестапо. Вооружены пистолетом, отличаются тем, что могут разоблачить резидентку.
- Охранные отряды. Такие же, как и обычные, но отличаются формой. Не могут оглушаться и захватываться в плен.
- Вражеские офицеры. Вооружены пистолетом, но отличаются умением садиться в транспорт и ездить или просто убегать.

Также во 2-й миссии есть звери из зоопарка, которых лучше не тревожить.

## Миссии

Commandos: Beyond the Call of Duty, Третья миссия

1. Конец света. 14 июля 1940 года. Остров Гернси, Ла-Манш. Взорвать маяк, радар и 4 зенитки. Уходить на лодке.
2. Асфальтовые джунгли. 23 апреля 1941 года. Белград, Югославия. Спасти пленника — сербского партизана, уходить на фургоне.
3. Как снег на голову. 10 июня 1942 года. Крит, Греция. Захватить систему наведения бомбы Hs 293, уходить на грузовике.
4. Молот Тора. 11 сентября 1943 года. Бонн, Германия. Взорвать 2 броневагона и пушку. Уехать на паровозе.
5. Угадай, кто сегодня придёт. 15 июля 1944 года. Растенбург, Пруссия (ныне Кентшин, Польша). В Растенбурге действительно была главная ставка Гитлера, см. Волчье логово. Освободить шпиона, захватить в плен вражеского штандартенфюрера. Уехать на танке Panzer I.
6. Орлиное гнездо. 12 ноября 1944 года. Нойбранденбург, Германия. Захватить в плен вражеского лётчика, уничтожить прототипы реактивной авиации и улететь на самолёте.
7. Великий побег. 20 ноября 1944 года. Нюрнберг, Германия. Освободить десантника, шофёра и других пленников, взорвать казарму и уходить на грузовике.
8. Опасная дружба. 18 декабря 1944 года. Неймеген, Голландия. Связаться с резиденткой. Провести её в охраняемый гестаповцами ночной клуб и украсть документы у вражеского генерала. Уплыть на лодке. Задача осложняется тем, что акваланг нужно искать уже на месте.

## Системные требования[3]
Минимальные:
- Pentium 166
- 32 Мб

Рекомендуемые:
- Pentium II 266
- 64 Мб

Разрешения, поддерживаемые игрой:
- 640×480
- 800×600
- 1024×768

## Оценки
| Сводный рейтинг | Сводный рейтинг |
| Агрегатор       | Оценка          |
| --------------- | --------------- |
| GameRankings    | 78,50 %         |